# Adalberto I de Ballenstedt
Adalberto I de Ballenstedt (em alemão: Adalbert I von Ballenstedt) (c. 970 — 1005) foi Conde de Ballenstedt e senhor de Nienburg (Salzlandkreis), sendo o mais antigo membro da Dinastia de Ascânia.

## Biografia
Era filho do Conde Oto de Ballenstedt, mas as fontes contemporâneas afirmam que ele descendia do Rei Sigeberto I da Austrásia (535-575) e portanto dos Merovíngios. Casou-se com Hida, filha de Odo I da Marca Oriental Saxã. Adalberto e Hida tiveram três filhos:
- Ensico de Ballenstedt, seu sucessor no condado de Ballenstedt.
- Uta de Ballenstedt, marquesa de Messen.
- Hazecha de Ballenstedt, Abadessa de Gernhode.